# Top Gun Racing
Top Gun Racing é uma equipe norte-americana de automobilismo sediada em Brownsburg, no estado de Indiana.
Fundada por Bill e Stephanie Throckmorton, anunciou que disputaria as 500 Milhas de Indianápolis de 2020, tendo RC Enerson como piloto, inscrito com um Dallara-Chevrolet #99. Porém, a equipe desistiu de participar após descobrir que a corrida seria disputada sem público em decorrência da pandemia de COVID-19 (os patrocinadores queriam a presença de torcedores no Indianapolis Motor Speedway). Chegou a se inscrever para os GPs de Indianápolis (parte mista) e St. Petersburg, mas também não disputou ambos.
Em maio de 2021, participou de um teste no circuito oval de Gateway, onde Enerson pilotou com o #75 em seu carro, que tinha uma pintura semelhante à usada por Al Unser em sua vitória nas 500 Milhas de Indianápolis de 1970. Pouco depois, a equipe anunciou sua inscrição para a 105ª edição da prova.
No Pole Day, Enerson figurou sempre nas últimas posições do treino de classificação, tendo que disputar o Bump Day com Will Power (Penske), Charlie Kimball (Foyt), Sage Karam (Dreyer & Reinbold) e Simona de Silvestro (Paretta Autosport), também amargando o pior desempenho entre os 5 pilotos (sua média de velocidade foi de apenas 226.813 quilômetros), ficando de fora do grid juntamente com Kimball (227.584 de média).